# Giovanni Simeone
Giovanni Pablo Simeone Baldini (født 5. juli 1995) er en professionel fodboldspiller fra Argentina. Han spiller som angriber for den italienske Serie A klub Hellas Verona, udlejet fra Cagliari.

## Personlig
Han er søn af den tidligere landsholdspiller Diego Simeone, og er født i Buenos Aires ifølge ham selv, mens hans far spillede for Atletico Madrid.